# 북코소보 위기 (2022년~2025년)
2022년~2024년 북코소보 위기는 북코소보에서의 위기이다.

## 배경
현지 시간으로 7월 31일, 코소보에서 세르비아계 주민들이 세르비아 차량 번호판을 코소보 차량 번호판으로 교체하라는 명령에 항의하기 위해 시위를 하자, 코소보 경찰은 코소보 북부의 국경 교차로 두 곳을 봉쇄하고 이를 유혈진압했다.

## 진행
러시아 외무부 대변인 마리아 자카로바는 코소보 당국이 부과한 '근거 없는 차별적 법'에 의해 긴장이 고조되었다며 비판했다.
같은 날, 세르비아와 코소보가 전쟁에 돌입했다는 소문이 나돌자, 세르비아 국방부는 세르비아군이 국경을 넘어 코소보에 진입하지 않았다고 발표했다.